# Waterkrachtcentrale Lilla Edet

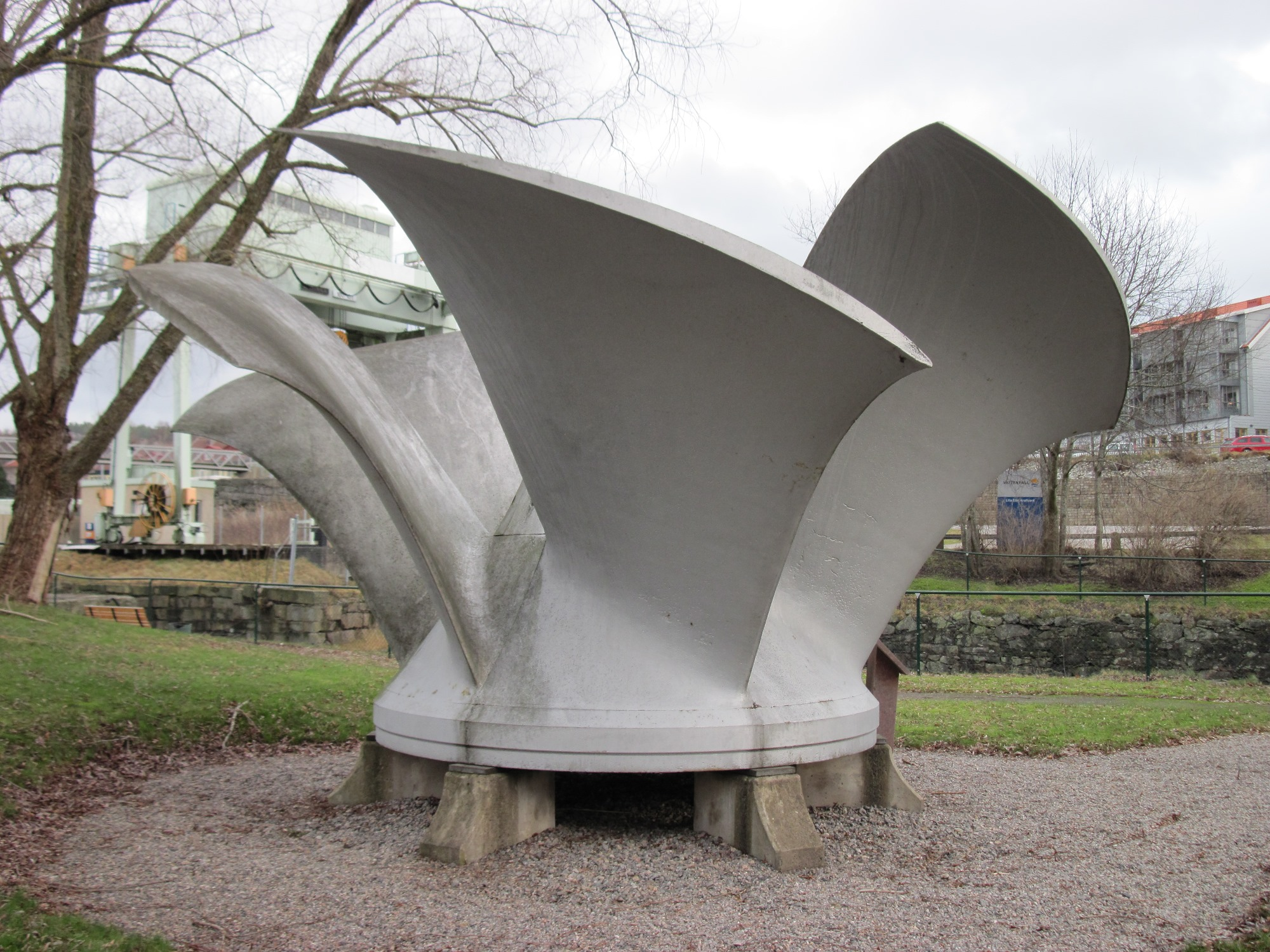
Lawaczeck turbine

De waterkrachtcentrale Lilla Edet heeft een capaciteit van 42 MW. De centrale ligt bij Lilla Edet in zuid Zweden op de Göta älv.
De waterkrachtcentrale ligt bij Lilla Edet aan de Göta älv. De rivier heeft een groot debiet van circa 550 m³/sec, maar de valhoogte was ter plaatse beperkt tot zo’n vier meter. De aanleg van een elektriciteitscentrale werd wel opportuun geacht vanwege de belangrijke transportroute die langs Lilla Edet loopt van Göteborg naar Stockholm.
In 1918 werd met de bouw een aanvang gemaakt. Door de economische crisis na de Eerste Wereldoorlog werd de centrale pas in 1926 in gebruik genomen. De bouw van een sluis en dam heeft de valhoogte doen stijgen tot 6,5 meter. Vanwege de combinatie van een geringe valhoogte en groot debiet werd in deze centrale voor het eerst een grote Kaplanturbine geplaatst. Het was een experiment en men durfde het niet aan alle turbines van dit type te installeren. Daarnaast werden twee Lawaczeckturbines geplaatst. Tussen 1978 en 1982 werd de centrale uitgebreid met een vierde turbine, die de totale capaciteit aanzienlijk deed toenemen. In 1985 werd een Lawaczeckturbine vervangen en daarmee is deze centrale de enige die voorzien is van vier verschillende turbines.
De machinehal werd ontworpen door Erik Hahr. Door het gebruik van beton in plaats van het traditionele natuursteen kreeg de hal een afwijkend aanzicht dan eerdere centrales. Dit werd versterkt omdat een hogere hal nodig was om de turbines te plaatsen.
Het centrale is eigendom van het Zweedse nutsbedrijf Vattenfall. Het heeft vier turbines met een totaal opgesteld vermogen van 42 megawatt. Per jaar wordt er ongeveer 220 GWh aan elektriciteit geproduceerd.
Vattenfall heeft nog drie andere waterkrachtcentrales op de Göta Älv. Hojum is de grootste met een capaciteit van 172 MW, gevolgd door Olidan met 77 MW. De laatste is Vargön.
De verwijderde Lawaczeckturbine staat buiten de centrale als museumstuk opgesteld.